# Fußball-Weltmeisterschaft 2018/Finalrunde
Die Finalrunde der Fußball-Weltmeisterschaft 2018 fand vom 30. Juni bis zum 15. Juli 2018 in Russland statt.

## Übersicht

### Qualifizierte Teams
Durch ihre Ergebnisse in der Gruppenphase der Fußball-Weltmeisterschaft in Russland hatten sich 16 Mannschaften für die Finalrunde qualifiziert:
| Gruppe A    | Gruppe B    | Gruppe C      | Gruppe D       |
| ----------- | ----------- | ------------- | -------------- |
| 1. Uruguay  | 1. Spanien  | 1. Frankreich | 1. Kroatien    |
| 2. Russland | 2. Portugal | 2. Dänemark   | 2. Argentinien |

| Gruppe E     | Gruppe F    | Gruppe G   | Gruppe H     |
| ------------ | ----------- | ---------- | ------------ |
| 1. Brasilien | 1. Schweden | 1. Belgien | 1. Kolumbien |
| 2. Schweiz   | 2. Mexiko   | 2. England | 2. Japan     |

### Spielplan Finalrunde
|  | Achtelfinale    | Achtelfinale |            |         | Viertelfinale    | Viertelfinale |  |  | Halbfinale | Halbfinale |  |  | Finale | Finale |
|  |                 |              |            |         |                  |               |  |  |            |            |  |  |        |        |
|  |                 |              |            |         |                  |               |  |  |            |            |  |  |        |        |
|  | A1: Uruguay     | 2            |            |         |                  |               |  |  |            |            |  |  |        |        |
|  | A1: Uruguay     | 2            |            |         |                  |               |  |  |            |            |  |  |        |        |
|  | B2: Portugal    | 1            |            |         |                  |               |  |  |            |            |  |  |        |        |
|  | B2: Portugal    | 1            | Uruguay    | 0       |                  |               |  |  |            |            |  |  |        |        |
|  |                 |              | Uruguay    | 0       |                  |               |  |  |            |            |  |  |        |        |
|  |                 | Frankreich   | 2          |         |                  |               |  |  |            |            |  |  |        |        |
|  | C1: Frankreich  | Frankreich   | 2          | 4       |                  |               |  |  |            |            |  |  |        |        |
|  | C1: Frankreich  |              |            | 4       |                  |               |  |  |            |            |  |  |        |        |
|  | D2: Argentinien | 3            |            |         |                  |               |  |  |            |            |  |  |        |        |
|  | D2: Argentinien | 3            | Frankreich | 1       |                  |               |  |  |            |            |  |  |        |        |
|  |                 |              | Frankreich | 1       |                  |               |  |  |            |            |  |  |        |        |
|  |                 | Belgien      | 0          |         |                  |               |  |  |            |            |  |  |        |        |
|  | E1: Brasilien   | Belgien      | 0          | 2       |                  |               |  |  |            |            |  |  |        |        |
|  | E1: Brasilien   |              |            | 2       |                  |               |  |  |            |            |  |  |        |        |
|  | F2: Mexiko      | 0            |            |         |                  |               |  |  |            |            |  |  |        |        |
|  | F2: Mexiko      | 0            | Brasilien  | 1       |                  |               |  |  |            |            |  |  |        |        |
|  |                 |              | Brasilien  | 1       |                  |               |  |  |            |            |  |  |        |        |
|  |                 | Belgien      | 2          |         |                  |               |  |  |            |            |  |  |        |        |
|  | G1: Belgien     | Belgien      | 2          | 3       |                  |               |  |  |            |            |  |  |        |        |
|  | G1: Belgien     |              |            | 3       |                  |               |  |  |            |            |  |  |        |        |
|  | H2: Japan       | 2            |            |         |                  |               |  |  |            |            |  |  |        |        |
|  | H2: Japan       | 2            | Frankreich | 4       |                  |               |  |  |            |            |  |  |        |        |
|  |                 |              | Frankreich | 4       |                  |               |  |  |            |            |  |  |        |        |
|  |                 | Kroatien     | 2          |         |                  |               |  |  |            |            |  |  |        |        |
|  | B1: Spanien     | Kroatien     | 2          | 1 (3)   |                  |               |  |  |            |            |  |  |        |        |
|  | B1: Spanien     |              |            | 1 (3)   |                  |               |  |  |            |            |  |  |        |        |
|  | A2: Russland    | 1 (4)E       |            |         |                  |               |  |  |            |            |  |  |        |        |
|  | A2: Russland    | 1 (4)E       | Russland   | 2 (3)   |                  |               |  |  |            |            |  |  |        |        |
|  |                 |              | Russland   | 2 (3)   |                  |               |  |  |            |            |  |  |        |        |
|  |                 | Kroatien     | 12 (4)E    |         |                  |               |  |  |            |            |  |  |        |        |
|  | D1: Kroatien    | Kroatien     | 12 (4)E    | 1 (3)E  |                  |               |  |  |            |            |  |  |        |        |
|  | D1: Kroatien    |              |            | 1 (3)E  |                  |               |  |  |            |            |  |  |        |        |
|  | C2: Dänemark    | 1 (2)        |            |         |                  |               |  |  |            |            |  |  |        |        |
|  | C2: Dänemark    | 1 (2)        | Kroatien   | 12V     |                  |               |  |  |            |            |  |  |        |        |
|  |                 |              | Kroatien   | 12V     |                  |               |  |  |            |            |  |  |        |        |
|  |                 | England      | 1          |         |                  |               |  |  |            |            |  |  |        |        |
|  | F1: Schweden    | England      | 1          | 1       |                  |               |  |  |            |            |  |  |        |        |
|  | F1: Schweden    |              |            | 1       |                  |               |  |  |            |            |  |  |        |        |
|  | E2: Schweiz     | 0            |            |         |                  |               |  |  |            |            |  |  |        |        |
|  | E2: Schweiz     | 0            | Schweden   | 0       |                  |               |  |  |            |            |  |  |        |        |
|  |                 |              | Schweden   | 0       | Spiel um Platz 3 |               |  |  |            |            |  |  |        |        |
|  |                 | England      | 2          |         |                  |               |  |  |            |            |  |  |        |        |
|  | H1: Kolumbien   | England      | 2          | 1 (3)   | Belgien          | 2             |  |  |            |            |  |  |        |        |
|  | H1: Kolumbien   |              |            | 1 (3)   | Belgien          | 2             |  |  |            |            |  |  |        |        |
|  | G2: England     | 1 (4)E       |            | England | 0                |               |  |  |            |            |  |  |        |        |

V Sieg nach Verlängerung

E Sieg im Elfmeterschießen

## Achtelfinale

### Frankreich – Argentinien 4:3 (1:1)
| Frankreich                                                         | Frankreich | Argentinien | Argentinien | Aufstellung                              |
| ------------------------------------------------------------------ | --- | --- | ----------- | ---------------------------------------- |
| Frankreich                                                         | \| 1. Achtelfinale \| \| 30. Juni 2018 um 17:00 Uhr (16:00 Uhr MESZ) in Kasan (Kasan-Arena) \| \| Zuschauer: 42.873 \| \| Schiedsrichter: Alireza Faghani ( Iran) 1 \| \| Spielbericht \|                                                                                 | \| 1. Achtelfinale \| \| 30. Juni 2018 um 17:00 Uhr (16:00 Uhr MESZ) in Kasan (Kasan-Arena) \| \| Zuschauer: 42.873 \| \| Schiedsrichter: Alireza Faghani ( Iran) 1 \| \| Spielbericht \|                                                                                   | Argentinien | Aufstellung Frankreich gegen Argentinien |
| Frankreich                                                         | Hugo Lloris – Benjamin Pavard, Raphaël Varane, Samuel Umtiti, Lucas Hernández – N’Golo Kanté, Paul Pogba – Kylian Mbappé (89. Florian Thauvin), Antoine Griezmann (83. Nabil Fekir), Blaise Matuidi (75. Corentin Tolisso) – Olivier Giroud Cheftrainer: Didier Deschamps | Franco Armani – Gabriel Mercado, Nicolás Otamendi, Marcos Rojo (46. Federico Fazio), Nicolás Tagliafico – Enzo Pérez (66. Sergio Agüero), Javier Mascherano, Éver Banega – Cristian Pavón (75. Maximiliano Meza), Lionel Messi , Ángel Di María Cheftrainer: Jorge Sampaoli | Argentinien | Aufstellung Frankreich gegen Argentinien |
| Frankreich                                                         | 1:0 Griezmann (13., Foulelfmeter) 2:2 Pavard (57.) 3:2 Mbappé (64.) 4:2 Mbappé (68.) | 1:1 Di María (41.) 1:2 Mercado (48.) 4:3 Agüero (90.+3′) | Argentinien | Aufstellung Frankreich gegen Argentinien |
| Frankreich                                                         | Matuidi (72.), Pavard (73.), Giroud (90.+3′) | Rojo (11.), Tagliafico (19.), Mascherano (43.), Banega (50.), Otamendi (90.+3′) | Argentinien | Aufstellung Frankreich gegen Argentinien |
| Frankreich                                                         | Spieler des Spiels: Kylian Mbappé (Frankreich) | | Argentinien | Aufstellung Frankreich gegen Argentinien |
| 1. Achtelfinale                                                    | | |             |                                          |
| 30. Juni 2018 um 17:00 Uhr (16:00 Uhr MESZ) in Kasan (Kasan-Arena) | | |             |                                          |
| Zuschauer: 42.873                                                  | | |             |                                          |
| Schiedsrichter: Alireza Faghani ( Iran) 1                          | | |             |                                          |
| Spielbericht                                                       | | |             |                                          |

### Uruguay – Portugal 2:1 (1:0)
| Uruguay                                                                         | Uruguay | Portugal | Portugal | Aufstellung                        |
| ------------------------------------------------------------------------------- | --- | --- | -------- | ---------------------------------- |
| Uruguay                                                                         | \| 2. Achtelfinale \| \| 30. Juni 2018 um 21:00 Uhr (20:00 Uhr MESZ) in Sotschi (Olympiastadion Sotschi) \| \| Zuschauer: 44.287 \| \| Schiedsrichter: César Arturo Ramos ( Mexiko) 2 \| \| Spielbericht \|                                                                        | \| 2. Achtelfinale \| \| 30. Juni 2018 um 21:00 Uhr (20:00 Uhr MESZ) in Sotschi (Olympiastadion Sotschi) \| \| Zuschauer: 44.287 \| \| Schiedsrichter: César Arturo Ramos ( Mexiko) 2 \| \| Spielbericht \|                                                       | Portugal | Aufstellung Uruguay gegen Portugal |
| Uruguay                                                                         | Fernando Muslera – Martín Cáceres, José María Giménez, Diego Godín , Diego Laxalt – Nahitan Nández (81. Carlos Sánchez), Lucas Torreira, Matias Vecino, Rodrigo Bentancur (63. Cristian Rodríguez) – Luis Suárez, Edinson Cavani (74. Cristhian Stuani) Cheftrainer: Óscar Tabárez | Rui Patrício – Ricardo Pereira, Pepe, José Fonte, Raphaël Guerreiro – Bernardo Silva, William Carvalho, Adrien Silva (65. Ricardo Quaresma), João Mário (84. Manuel Fernandes) – Gonçalo Guedes (74. André Silva), Cristiano Ronaldo Cheftrainer: Fernando Santos | Portugal | Aufstellung Uruguay gegen Portugal |
| Uruguay                                                                         | 1:0 Cavani (7.) 2:1 Cavani (62.) | 1:1 Pepe (55.) | Portugal | Aufstellung Uruguay gegen Portugal |
| Uruguay                                                                         | Cristiano Ronaldo (90.+3′) | | Portugal | Aufstellung Uruguay gegen Portugal |
| Uruguay                                                                         | Spieler des Spiels: Edinson Cavani (Uruguay) | | Portugal | Aufstellung Uruguay gegen Portugal |
| 2. Achtelfinale                                                                 | | |          |                                    |
| 30. Juni 2018 um 21:00 Uhr (20:00 Uhr MESZ) in Sotschi (Olympiastadion Sotschi) | | |          |                                    |
| Zuschauer: 44.287                                                               | | |          |                                    |
| Schiedsrichter: César Arturo Ramos ( Mexiko) 2                                  | | |          |                                    |
| Spielbericht                                                                    | | |          |                                    |

### Spanien – Russland 1:1 n.V. (1:1, 1:1), 3:4 i.E.
| Spanien                                                                         | Spanien | Russland | Russland | Aufstellung                        |
| ------------------------------------------------------------------------------- | --- | --- | -------- | ---------------------------------- |
| Spanien                                                                         | \| 3. Achtelfinale \| \| 1. Juli 2018 um 17:00 Uhr (16:00 Uhr MESZ) in Moskau (Olympiastadion Luschniki) \| \| Zuschauer: 78.011 \| \| Schiedsrichter: Björn Kuipers ( Niederlande) 3 \| \| Spielbericht \|                                  | \| 3. Achtelfinale \| \| 1. Juli 2018 um 17:00 Uhr (16:00 Uhr MESZ) in Moskau (Olympiastadion Luschniki) \| \| Zuschauer: 78.011 \| \| Schiedsrichter: Björn Kuipers ( Niederlande) 3 \| \| Spielbericht \| | Russland | Aufstellung Spanien gegen Russland |
| Spanien                                                                         | David de Gea – Nacho (70. Dani Carvajal), Gerard Piqué, Sergio Ramos , Jordi Alba – Koke, Sergio Busquets – David Silva (67. Andrés Iniesta), Isco, Marco Asensio (104. Rodrigo) – Diego Costa (80. Iago Aspas) Cheftrainer: Fernando Hierro | Igor Akinfejew – Mário Fernandes, Ilja Kutepow, Sergei Ignaschewitsch, Fjodor Kudrjaschow, Juri Schirkow (46. Wladimir Granat) – Alexander Samedow (61. Denis Tscheryschew), Roman Sobnin, Daler Kusjajew (97. Alexander Jerochin) – Artjom Dsjuba (65. Fjodor Smolow), Alexander Golowin Cheftrainer: Stanislaw Tschertschessow | Russland | Aufstellung Spanien gegen Russland |
| Spanien                                                                         | 1:0 Ignaschewitsch (12., Eigentor) | 1:1 Dsjuba (41., Handelfmeter) | Russland | Aufstellung Spanien gegen Russland |
| Spanien                                                                         | Elfmeterschießen | | Russland | Aufstellung Spanien gegen Russland |
| Spanien                                                                         | 1:0 Iniesta 2:1 Piqué Akinfejew hält gegen Koke 3:3 Ramos Akinfejew hält gegen Aspas | 1:1 Smolow 2:2 Ignaschewitsch 2:3 Golowin 3:4 Tscheryschew | Russland | Aufstellung Spanien gegen Russland |
| Spanien                                                                         | Piqué (40.) | Kutepow (54.), Sobnin (71.) | Russland | Aufstellung Spanien gegen Russland |
| Spanien                                                                         | Spieler des Spiels: Igor Akinfejew (Russland) | | Russland | Aufstellung Spanien gegen Russland |
| 3. Achtelfinale                                                                 | | |          |                                    |
| 1. Juli 2018 um 17:00 Uhr (16:00 Uhr MESZ) in Moskau (Olympiastadion Luschniki) | | |          |                                    |
| Zuschauer: 78.011                                                               | | |          |                                    |
| Schiedsrichter: Björn Kuipers ( Niederlande) 3                                  | | |          |                                    |
| Spielbericht                                                                    | | |          |                                    |

### Kroatien – Dänemark 1:1 n.V. (1:1, 1:1), 3:2 i.E.
| Kroatien                                                                                  | Kroatien | Dänemark | Dänemark | Aufstellung                         |
| ----------------------------------------------------------------------------------------- | --- | --- | -------- | ----------------------------------- |
| Kroatien                                                                                  | \| 4. Achtelfinale \| \| 1. Juli 2018 um 21:00 Uhr (20:00 Uhr MESZ) in Nischni Nowgorod (Stadion Nischni Nowgorod) \| \| Zuschauer: 40.851 \| \| Schiedsrichter: Néstor Pitana ( Argentinien) 4 \| \| Spielbericht \|                                                             | \| 4. Achtelfinale \| \| 1. Juli 2018 um 21:00 Uhr (20:00 Uhr MESZ) in Nischni Nowgorod (Stadion Nischni Nowgorod) \| \| Zuschauer: 40.851 \| \| Schiedsrichter: Néstor Pitana ( Argentinien) 4 \| \| Spielbericht \|                                                                                                 | Dänemark | Aufstellung Kroatien gegen Dänemark |
| Kroatien                                                                                  | Danijel Subašić – Šime Vrsaljko, Dejan Lovren, Domagoj Vida, Ivan Strinić (81. Josip Pivarić) – Ivan Rakitić, Marcelo Brozović (71. Mateo Kovačić) – Ante Rebić, Luka Modrić , Ivan Perišić (97. Andrej Kramarić) – Mario Mandžukić (108. Milan Badelj) Cheftrainer: Zlatko Dalić | Kasper Schmeichel – Jonas Knudsen, Simon Kjær , Zanka, Henrik Dalsgaard – Andreas Christensen (46. Lasse Schöne), Thomas Delaney (98. Michael Krohn-Dehli), Christian Eriksen – Yussuf Poulsen, Andreas Cornelius (66. Nicolai Jørgensen), Martin Braithwaite (105. Pione Sisto) Cheftrainer: Åge Hareide ( Norwegen) | Dänemark | Aufstellung Kroatien gegen Dänemark |
| Kroatien                                                                                  | 1:1 Mandžukić (4.) | 0:1 M. Jørgensen (1.) | Dänemark | Aufstellung Kroatien gegen Dänemark |
| Kroatien                                                                                  | Elfmeterschießen | | Dänemark | Aufstellung Kroatien gegen Dänemark |
| Kroatien                                                                                  | Schmeichel hält gegen Badelj 1:1 Kramarić 2:2 Modrić Schmeichel hält gegen Pivarić 3:2 Rakitić | Subašić hält gegen Eriksen 0:1 Kjær 1:2 Krohn-Dehli Subašić hält gegen Schöne Subašić hält gegen N. Jørgensen | Dänemark | Aufstellung Kroatien gegen Dänemark |
| Kroatien                                                                                  | M. Jørgensen (115.) | | Dänemark | Aufstellung Kroatien gegen Dänemark |
| Kroatien                                                                                  | Kasper Schmeichel hält einen Foulelfmeter von Luka Modrić (116.) | | Dänemark | Aufstellung Kroatien gegen Dänemark |
| Kroatien                                                                                  | Spieler des Spiels: Kasper Schmeichel (Dänemark) | | Dänemark | Aufstellung Kroatien gegen Dänemark |
| 4. Achtelfinale                                                                           | | |          |                                     |
| 1. Juli 2018 um 21:00 Uhr (20:00 Uhr MESZ) in Nischni Nowgorod (Stadion Nischni Nowgorod) | | |          |                                     |
| Zuschauer: 40.851                                                                         | | |          |                                     |
| Schiedsrichter: Néstor Pitana ( Argentinien) 4                                            | | |          |                                     |
| Spielbericht                                                                              | | |          |                                     |

### Brasilien – Mexiko 2:0 (0:0)
| Brasilien                                                           | Brasilien | Mexiko | Mexiko | Aufstellung                        |
| ------------------------------------------------------------------- | --- | --- | ------ | ---------------------------------- |
| Brasilien                                                           | \| 5. Achtelfinale \| \| 2. Juli 2018 um 18:00 Uhr (16:00 Uhr MESZ) in Samara (Kosmos-Arena) \| \| Zuschauer: 41.970 \| \| Schiedsrichter: Gianluca Rocchi ( Italien) 5 \| \| Spielbericht \|                 | \| 5. Achtelfinale \| \| 2. Juli 2018 um 18:00 Uhr (16:00 Uhr MESZ) in Samara (Kosmos-Arena) \| \| Zuschauer: 41.970 \| \| Schiedsrichter: Gianluca Rocchi ( Italien) 5 \| \| Spielbericht \|                                                                                        | Mexiko | Aufstellung Brasilien gegen Mexiko |
| Brasilien                                                           | Alisson – Fagner, Thiago Silva , Miranda, Filipe Luís – Paulinho (80. Fernandinho), Casemiro – Willian (90.+1′ Marquinhos), Philippe Coutinho (86. Roberto Firmino), Neymar – Gabriel Jesus Cheftrainer: Tite | Guillermo Ochoa – Edson Álvarez (55. Jonathan dos Santos), Hugo Ayala, Carlos Salcedo, Jesús Gallardo – Héctor Herrera, Rafael Márquez (46. Miguel Layún), Andrés Guardado – Carlos Vela, Chicharito (60. Raúl Jiménez), Hirving Lozano Cheftrainer: Juan Carlos Osorio ( Kolumbien) | Mexiko | Aufstellung Brasilien gegen Mexiko |
| Brasilien                                                           | 1:0 Neymar (51.) 2:0 Roberto Firmino (88.) | | Mexiko | Aufstellung Brasilien gegen Mexiko |
| Brasilien                                                           | Filipe Luís (43.), Casemiro (59.) | Álvarez (38.), Herrera (55.), Salcedo (77.), Guardado (90.+2′) | Mexiko | Aufstellung Brasilien gegen Mexiko |
| Brasilien                                                           | Spieler des Spiels: Neymar (Brasilien) | | Mexiko | Aufstellung Brasilien gegen Mexiko |
| 5. Achtelfinale                                                     | | |        |                                    |
| 2. Juli 2018 um 18:00 Uhr (16:00 Uhr MESZ) in Samara (Kosmos-Arena) | | |        |                                    |
| Zuschauer: 41.970                                                   | | |        |                                    |
| Schiedsrichter: Gianluca Rocchi ( Italien) 5                        | | |        |                                    |
| Spielbericht                                                        | | |        |                                    |

### Belgien – Japan 3:2 (0:0)
| Belgien                                                                    | Belgien | Japan | Japan | Aufstellung                     |
| -------------------------------------------------------------------------- | --- | --- | ----- | ------------------------------- |
| Belgien                                                                    | \| 6. Achtelfinale \| \| 2. Juli 2018 um 21:00 Uhr (20:00 Uhr MESZ) in Rostow am Don (Rostow-Arena) \| \| Zuschauer: 41.466 \| \| Schiedsrichter: Malang Diedhiou ( Senegal) 6 \| \| Spielbericht \|                                                                   | \| 6. Achtelfinale \| \| 2. Juli 2018 um 21:00 Uhr (20:00 Uhr MESZ) in Rostow am Don (Rostow-Arena) \| \| Zuschauer: 41.466 \| \| Schiedsrichter: Malang Diedhiou ( Senegal) 6 \| \| Spielbericht \|                                     | Japan | Aufstellung Belgien gegen Japan |
| Belgien                                                                    | Thibaut Courtois – Toby Alderweireld, Vincent Kompany, Jan Vertonghen – Thomas Meunier, Kevin De Bruyne, Axel Witsel, Yannick Carrasco (65. Nacer Chadli) – Dries Mertens (65. Marouane Fellaini), Romelu Lukaku, Eden Hazard Cheftrainer: Roberto Martínez ( Spanien) | Eiji Kawashima – Hiroki Sakai, Maya Yoshida, Gen Shōji, Yūto Nagatomo – Makoto Hasebe , Gaku Shibasaki (81. Hotaru Yamaguchi) – Genki Haraguchi (81. Keisuke Honda), Shinji Kagawa, Takashi Inui – Yūya Ōsako Cheftrainer: Akira Nishino | Japan | Aufstellung Belgien gegen Japan |
| Belgien                                                                    | 1:2 Vertonghen (69.) 2:2 Fellaini (74.) 3:2 Chadli (90.+4′) | 0:1 Haraguchi (48.) 0:2 Inui (52.) | Japan | Aufstellung Belgien gegen Japan |
| Belgien                                                                    | Shibasaki (40.) | | Japan | Aufstellung Belgien gegen Japan |
| Belgien                                                                    | Spieler des Spiels: Eden Hazard (Belgien) | | Japan | Aufstellung Belgien gegen Japan |
| 6. Achtelfinale                                                            | | |       |                                 |
| 2. Juli 2018 um 21:00 Uhr (20:00 Uhr MESZ) in Rostow am Don (Rostow-Arena) | | |       |                                 |
| Zuschauer: 41.466                                                          | | |       |                                 |
| Schiedsrichter: Malang Diedhiou ( Senegal) 6                               | | |       |                                 |
| Spielbericht                                                               | | |       |                                 |

### Schweden – Schweiz 1:0 (0:0)
| Schweden                                                                                  | Schweden | Schweiz | Schweiz | Aufstellung                        |
| ----------------------------------------------------------------------------------------- | --- | --- | ------- | ---------------------------------- |
| Schweden                                                                                  | \| 7. Achtelfinale \| \| 3. Juli 2018 um 17:00 Uhr (16:00 Uhr MESZ) in Sankt Petersburg (Sankt-Petersburg-Stadion) \| \| Zuschauer: 64.042 \| \| Schiedsrichter: Damir Skomina ( Slowenien) 7 \| \| Spielbericht \|                                                             | \| 7. Achtelfinale \| \| 3. Juli 2018 um 17:00 Uhr (16:00 Uhr MESZ) in Sankt Petersburg (Sankt-Petersburg-Stadion) \| \| Zuschauer: 64.042 \| \| Schiedsrichter: Damir Skomina ( Slowenien) 7 \| \| Spielbericht \|                               | Schweiz | Aufstellung Schweden gegen Schweiz |
| Schweden                                                                                  | Robin Olsen – Mikael Lustig (82. Emil Krafth), Victor Lindelöf, Andreas Granqvist , Ludwig Augustinsson – Viktor Claesson, Gustav Svensson, Albin Ekdal, Emil Forsberg (82. Martin Olsson) – Marcus Berg (90.+1′ Isaac Kiese Thelin), Ola Toivonen Cheftrainer: Janne Andersson | Yann Sommer – Michael Lang, Johan Djourou, Manuel Akanji, Ricardo Rodríguez – Valon Behrami , Granit Xhaka – Xherdan Shaqiri, Blerim Džemaili (73. Haris Seferović), Steven Zuber (73. Breel Embolo) – Josip Drmić Cheftrainer: Vladimir Petković | Schweiz | Aufstellung Schweden gegen Schweiz |
| Schweden                                                                                  | 1:0 Forsberg (66.) | | Schweiz | Aufstellung Schweden gegen Schweiz |
| Schweden                                                                                  | Lustig (31.) | Behrami (61.), Xhaka (68.) | Schweiz | Aufstellung Schweden gegen Schweiz |
| Schweden                                                                                  | Lang (90.+4′) | | Schweiz | Aufstellung Schweden gegen Schweiz |
| Schweden                                                                                  | Spieler des Spiels: Emil Forsberg (Schweden) | | Schweiz | Aufstellung Schweden gegen Schweiz |
| 7. Achtelfinale                                                                           | | |         |                                    |
| 3. Juli 2018 um 17:00 Uhr (16:00 Uhr MESZ) in Sankt Petersburg (Sankt-Petersburg-Stadion) | | |         |                                    |
| Zuschauer: 64.042                                                                         | | |         |                                    |
| Schiedsrichter: Damir Skomina ( Slowenien) 7                                              | | |         |                                    |
| Spielbericht                                                                              | | |         |                                    |

### Kolumbien – England 1:1 n.V. (1:1, 0:0), 3:4 i.E.
| Kolumbien                                                              | Kolumbien | England | England | Aufstellung                         |
| ---------------------------------------------------------------------- | --- | --- | ------- | ----------------------------------- |
| Kolumbien                                                              | \| 8. Achtelfinale \| \| 3. Juli 2018 um 21:00 Uhr (20:00 Uhr MESZ) in Moskau (Spartak-Stadion) \| \| Zuschauer: 44.190 \| \| Schiedsrichter: Mark Geiger ( Vereinigte Staaten) 8 \| \| Spielbericht \|                                                                       | \| 8. Achtelfinale \| \| 3. Juli 2018 um 21:00 Uhr (20:00 Uhr MESZ) in Moskau (Spartak-Stadion) \| \| Zuschauer: 44.190 \| \| Schiedsrichter: Mark Geiger ( Vereinigte Staaten) 8 \| \| Spielbericht \|                                                                      | England | Aufstellung Kolumbien gegen England |
| Kolumbien                                                              | David Ospina – Santiago Arias (116. Cristian Zapata), Yerry Mina, Davinson Sánchez, Johan Mojica – Wilmar Barrios, Carlos Sánchez (79. Mateus Uribe), Jefferson Lerma (61. Carlos Bacca) – Juan Cuadrado, Juan Quintero (88. Luis Muriel) – Falcao Cheftrainer: José Pékerman | Jordan Pickford – Kyle Walker (113. Marcus Rashford), John Stones, Harry Maguire – Kieran Trippier, Dele Alli (81. Eric Dier), Jordan Henderson, Jesse Lingard, Ashley Young (102. Danny Rose) – Raheem Sterling (88. Jamie Vardy), Harry Kane Cheftrainer: Gareth Southgate | England | Aufstellung Kolumbien gegen England |
| Kolumbien                                                              | 1:1 Mina (90.+3′) | 0:1 Kane (57., Foulelfmeter) | England | Aufstellung Kolumbien gegen England |
| Kolumbien                                                              | Elfmeterschießen | | England | Aufstellung Kolumbien gegen England |
| Kolumbien                                                              | 1:0 Falcao 2:1 Cuadrado 3:2 Muriel Uribe schießt an die Latte Pickford hält gegen Bacca | 1:1 Kane 2:2 Rashford Ospina hält gegen Henderson 3:3 Trippier 3:4 Dier | England | Aufstellung Kolumbien gegen England |
| Kolumbien                                                              | Barrios (41.), Arías (52.), C. Sánchez (54.), Falcao (63.), Bacca (64.), Juan Cuadrado (118.) | Henderson (56.), Lingard (69.) | England | Aufstellung Kolumbien gegen England |
| Kolumbien                                                              | Spieler des Spiels: Harry Kane (England) | | England | Aufstellung Kolumbien gegen England |
| 8. Achtelfinale                                                        | | |         |                                     |
| 3. Juli 2018 um 21:00 Uhr (20:00 Uhr MESZ) in Moskau (Spartak-Stadion) | | |         |                                     |
| Zuschauer: 44.190                                                      | | |         |                                     |
| Schiedsrichter: Mark Geiger ( Vereinigte Staaten) 8                    | | |         |                                     |
| Spielbericht                                                           | | |         |                                     |

Kolumbien fiel im Spiel durch häufige Fouls sowie langes Diskutieren mit dem Schiedsrichter über Entscheidungen auf. Schiedsrichter Geiger gab Wilmar Barrios für einen Kopfstoß gegen Jordan Henderson nach Videobeweis nur die gelbe Karte. In der Halbzeitpause wurde Raheem Sterling auf dem Weg in die Kabine von einem kolumbianischen Betreuer umgerammt. Johan Mojica versuchte vor der Ausführung des Elfmeters durch Harry Kane, den Elfmeterpunkt einzutreten.

## Viertelfinale

### Uruguay – Frankreich 0:2 (0:1)
| Uruguay                                                                                   | Uruguay | Frankreich | Frankreich | Aufstellung                          |
| ----------------------------------------------------------------------------------------- | --- | --- | ---------- | ------------------------------------ |
| Uruguay                                                                                   | \| 1. Viertelfinale \| \| 6. Juli 2018 um 17:00 Uhr (16:00 Uhr MESZ) in Nischni Nowgorod (Stadion Nischni Nowgorod) \| \| Zuschauer: 43.319 \| \| Schiedsrichter: Néstor Pitana ( Argentinien) 9 \| \| Spielbericht \|                                                                  | \| 1. Viertelfinale \| \| 6. Juli 2018 um 17:00 Uhr (16:00 Uhr MESZ) in Nischni Nowgorod (Stadion Nischni Nowgorod) \| \| Zuschauer: 43.319 \| \| Schiedsrichter: Néstor Pitana ( Argentinien) 9 \| \| Spielbericht \|                                                      | Frankreich | Aufstellung Uruguay gegen Frankreich |
| Uruguay                                                                                   | Fernando Muslera – Martín Cáceres, José Giménez, Diego Godín , Diego Laxalt – Nahitan Nández (73. Jonathan Urretaviscaya), Lucas Torreira, Matías Vecino, Rodrigo Bentancur (59. Cristian Rodríguez) – Luis Suárez, Cristhian Stuani (59. Maximiliano Gómez) Cheftrainer: Óscar Tabárez | Hugo Lloris – Benjamin Pavard, Raphaël Varane, Samuel Umtiti, Lucas Hernández – Paul Pogba, N’Golo Kanté – Kylian Mbappé (88. Ousmane Dembélé), Antoine Griezmann (90.+3′ Nabil Fekir), Corentin Tolisso (80. Steven Nzonzi) – Olivier Giroud Cheftrainer: Didier Deschamps | Frankreich | Aufstellung Uruguay gegen Frankreich |
| Uruguay                                                                                   | 0:1 Varane (40.) 0:2 Griezmann (61.) | | Frankreich | Aufstellung Uruguay gegen Frankreich |
| Uruguay                                                                                   | Bentancur (38.), Rodríguez (69.) | Hernández (33.), Mbappé (69.) | Frankreich | Aufstellung Uruguay gegen Frankreich |
| Uruguay                                                                                   | Spieler des Spiels: Antoine Griezmann (Frankreich) | | Frankreich | Aufstellung Uruguay gegen Frankreich |
| 1. Viertelfinale                                                                          | | |            |                                      |
| 6. Juli 2018 um 17:00 Uhr (16:00 Uhr MESZ) in Nischni Nowgorod (Stadion Nischni Nowgorod) | | |            |                                      |
| Zuschauer: 43.319                                                                         | | |            |                                      |
| Schiedsrichter: Néstor Pitana ( Argentinien) 9                                            | | |            |                                      |
| Spielbericht                                                                              | | |            |                                      |

### Brasilien – Belgien 1:2 (0:2)
| Brasilien                                                         | Brasilien | Belgien | Belgien | Aufstellung                         |
| ----------------------------------------------------------------- | --- | --- | ------- | ----------------------------------- |
| Brasilien                                                         | \| 2. Viertelfinale \| \| 6. Juli 2018 um 21:00 Uhr (20:00 Uhr MESZ) in Kasan (Kasan-Arena) \| \| Zuschauer: 42.873 \| \| Schiedsrichter: Milorad Mažić ( Serbien) 10 \| \| Spielbericht \|                     | \| 2. Viertelfinale \| \| 6. Juli 2018 um 21:00 Uhr (20:00 Uhr MESZ) in Kasan (Kasan-Arena) \| \| Zuschauer: 42.873 \| \| Schiedsrichter: Milorad Mažić ( Serbien) 10 \| \| Spielbericht \|                                                                              | Belgien | Aufstellung Brasilien gegen Belgien |
| Brasilien                                                         | Alisson – Fagner, Thiago Silva, Miranda , Marcelo – Paulinho (73. Renato Augusto), Fernandinho – Willian (46. Roberto Firmino), Philippe Coutinho, Neymar – Gabriel Jesus (58. Douglas Costa) Cheftrainer: Tite | Thibaut Courtois – Toby Alderweireld, Vincent Kompany, Jan Vertonghen – Thomas Meunier, Marouane Fellaini, Axel Witsel, Nacer Chadli (83. Thomas Vermaelen) – Kevin De Bruyne, Romelu Lukaku (87. Youri Tielemans), Eden Hazard Cheftrainer: Roberto Martínez ( Spanien) | Belgien | Aufstellung Brasilien gegen Belgien |
| Brasilien                                                         | 1:2 Renato Augusto (76.) | 0:1 Fernandinho (13., Eigentor) 0:2 De Bruyne (31.) | Belgien | Aufstellung Brasilien gegen Belgien |
| Brasilien                                                         | Fernandinho (85.), Fagner (90.) | Alderweireld (47.), Meunier (71.) | Belgien | Aufstellung Brasilien gegen Belgien |
| Brasilien                                                         | Spieler des Spiels: Kevin De Bruyne (Belgien) | | Belgien | Aufstellung Brasilien gegen Belgien |
| 2. Viertelfinale                                                  | | |         |                                     |
| 6. Juli 2018 um 21:00 Uhr (20:00 Uhr MESZ) in Kasan (Kasan-Arena) | | |         |                                     |
| Zuschauer: 42.873                                                 | | |         |                                     |
| Schiedsrichter: Milorad Mažić ( Serbien) 10                       | | |         |                                     |
| Spielbericht                                                      | | |         |                                     |

Brasilien verlor das Viertelfinale gegen Belgien mit 1:2 trotz eines Verhältnisses von 26:8 Torschüssen. In der 56. Minute wurde Brasilien trotz Videobeweis ein Elfmeter nach Foul von Vincent Kompany an Gabriel Jesus verwehrt.

### Schweden – England 0:2 (0:1)
| Schweden                                                            | Schweden | England | England | Aufstellung                        |
| ------------------------------------------------------------------- | --- | --- | ------- | ---------------------------------- |
| Schweden                                                            | \| 3. Viertelfinale \| \| 7. Juli 2018 um 18:00 Uhr (16:00 Uhr MESZ) in Samara (Kosmos-Arena) \| \| Zuschauer: 39.991 \| \| Schiedsrichter: Björn Kuipers ( Niederlande) 11 \| \| Spielbericht \|                                                                          | \| 3. Viertelfinale \| \| 7. Juli 2018 um 18:00 Uhr (16:00 Uhr MESZ) in Samara (Kosmos-Arena) \| \| Zuschauer: 39.991 \| \| Schiedsrichter: Björn Kuipers ( Niederlande) 11 \| \| Spielbericht \|                                                             | England | Aufstellung Schweden gegen England |
| Schweden                                                            | Robin Olsen – Emil Krafth (85. Pontus Jansson), Victor Lindelöf, Andreas Granqvist , Ludwig Augustinsson – Viktor Claesson, Sebastian Larsson, Albin Ekdal, Emil Forsberg (65. Martin Olsson) – Marcus Berg, Ola Toivonen (65. John Guidetti) Cheftrainer: Janne Andersson | Jordan Pickford – Kyle Walker, John Stones, Harry Maguire – Kieran Trippier, Dele Alli (77. Fabian Delph), Jordan Henderson (85. Eric Dier), Jesse Lingard, Ashley Young – Raheem Sterling (90.+1′ Marcus Rashford), Harry Kane Cheftrainer: Gareth Southgate | England | Aufstellung Schweden gegen England |
| Schweden                                                            | 0:1 Maguire (30.) 0:2 Alli (59.) | | England | Aufstellung Schweden gegen England |
| Schweden                                                            | Guidetti (87.), Larsson (90.+4′) | Maguire (87.) | England | Aufstellung Schweden gegen England |
| Schweden                                                            | Spieler des Spiels: Jordan Pickford (England) | | England | Aufstellung Schweden gegen England |
| 3. Viertelfinale                                                    | | |         |                                    |
| 7. Juli 2018 um 18:00 Uhr (16:00 Uhr MESZ) in Samara (Kosmos-Arena) | | |         |                                    |
| Zuschauer: 39.991                                                   | | |         |                                    |
| Schiedsrichter: Björn Kuipers ( Niederlande) 11                     | | |         |                                    |
| Spielbericht                                                        | | |         |                                    |

### Russland – Kroatien 2:2 n.V. (1:1, 1:1), 3:4 i.E.
| Russland                                                                       | Russland | Kroatien | Kroatien | Aufstellung                         |
| ------------------------------------------------------------------------------ | --- | --- | -------- | ----------------------------------- |
| Russland                                                                       | \| 4. Viertelfinale \| \| 7. Juli 2018 um 21:00 Uhr (20:00 Uhr MESZ) in Sotschi (Olympiastadion Sotschi) \| \| Zuschauer: 44.287 \| \| Schiedsrichter: Sandro Ricci ( Brasilien) 12 \| \| Spielbericht \| | \| 4. Viertelfinale \| \| 7. Juli 2018 um 21:00 Uhr (20:00 Uhr MESZ) in Sotschi (Olympiastadion Sotschi) \| \| Zuschauer: 44.287 \| \| Schiedsrichter: Sandro Ricci ( Brasilien) 12 \| \| Spielbericht \|                                                                         | Kroatien | Aufstellung Russland gegen Kroatien |
| Russland                                                                       | Igor Akinfejew – Mário Fernandes, Ilja Kutepow, Sergei Ignaschewitsch, Fjodor Kudrjaschow – Alexander Samedow (54. Alexander Jerochin), Roman Sobnin, Daler Kusjajew, Denis Tscheryschew (67. Fjodor Smolow) – Artjom Dsjuba (79. Juri Gasinski), Alexander Golowin (102. Alan Dsagojew) Cheftrainer: Stanislaw Tschertschessow | Danijel Subašić – Šime Vrsaljko (97. Vedran Ćorluka), Dejan Lovren, Domagoj Vida, Ivan Strinić (74. Josip Pivarić) – Ivan Rakitić, Luka Modrić – Ante Rebić, Andrej Kramarić (88. Mateo Kovačić), Ivan Perišić (63. Marcelo Brozović) – Mario Mandžukić Cheftrainer: Zlatko Dalić | Kroatien | Aufstellung Russland gegen Kroatien |
| Russland                                                                       | 1:0 Tscheryschew (31.) 2:2 Fernandes (115.) | 1:1 Kramarić (39.) 1:2 Vida (101.) | Kroatien | Aufstellung Russland gegen Kroatien |
| Russland                                                                       | Elfmeterschießen | | Kroatien | Aufstellung Russland gegen Kroatien |
| Russland                                                                       | Subašić hält gegen Smolow 1:1 Dsagojew Fernandes schießt links am Tor vorbei 2:2 Ignaschewitsch 3:3 Kusjajew | 0:1 Brozović Akinfejew hält gegen Kovačić 1:2 Modrić 2:3 Vida 3:4 Rakitić | Kroatien | Aufstellung Russland gegen Kroatien |
| Russland                                                                       | Gasinski (109.) | Lovren (35.), Strinić (38.), Vida (103.), Pivarić (114.) | Kroatien | Aufstellung Russland gegen Kroatien |
| Russland                                                                       | Spieler des Spiels: Luka Modrić (Kroatien) | | Kroatien | Aufstellung Russland gegen Kroatien |
| 4. Viertelfinale                                                               | | |          |                                     |
| 7. Juli 2018 um 21:00 Uhr (20:00 Uhr MESZ) in Sotschi (Olympiastadion Sotschi) | | |          |                                     |
| Zuschauer: 44.287                                                              | | |          |                                     |
| Schiedsrichter: Sandro Ricci ( Brasilien) 12                                   | | |          |                                     |
| Spielbericht                                                                   | | |          |                                     |

## Halbfinale

### Frankreich – Belgien 1:0 (0:0)
| Frankreich                                                                                 | Frankreich | Belgien | Belgien | Aufstellung                          |
| ------------------------------------------------------------------------------------------ | --- | --- | ------- | ------------------------------------ |
| Frankreich                                                                                 | \| 1. Halbfinale \| \| 10. Juli 2018 um 21:00 Uhr (20:00 Uhr MESZ) in Sankt Petersburg (Sankt-Petersburg-Stadion) \| \| Zuschauer: 64.286 \| \| Schiedsrichter: Andrés Cunha ( Uruguay) 13 \| \| Spielbericht \|                                      | \| 1. Halbfinale \| \| 10. Juli 2018 um 21:00 Uhr (20:00 Uhr MESZ) in Sankt Petersburg (Sankt-Petersburg-Stadion) \| \| Zuschauer: 64.286 \| \| Schiedsrichter: Andrés Cunha ( Uruguay) 13 \| \| Spielbericht \|                                                                               | Belgien | Aufstellung Frankreich gegen Belgien |
| Frankreich                                                                                 | Hugo Lloris – Benjamin Pavard, Raphaël Varane, Samuel Umtiti, Lucas Hernández – Paul Pogba, N’Golo Kanté – Kylian Mbappé, Antoine Griezmann, Blaise Matuidi (86. Corentin Tolisso) – Olivier Giroud (85. Steven Nzonzi) Cheftrainer: Didier Deschamps | Thibaut Courtois – Toby Alderweireld, Vincent Kompany, Jan Vertonghen – Nacer Chadli (90.+1′ Michy Batshuayi), Mousa Dembélé (60. Dries Mertens), Axel Witsel, Marouane Fellaini (80. Yannick Carrasco), Kevin De Bruyne – Romelu Lukaku, Eden Hazard Cheftrainer: Roberto Martínez ( Spanien) | Belgien | Aufstellung Frankreich gegen Belgien |
| Frankreich                                                                                 | 1:0 Umtiti (51.) | | Belgien | Aufstellung Frankreich gegen Belgien |
| Frankreich                                                                                 | Kanté (87.), Mbappé (90.+3′) | Hazard (63.), Alderweireld (71.), Vertonghen (90.+4′) | Belgien | Aufstellung Frankreich gegen Belgien |
| Frankreich                                                                                 | Spieler des Spiels: Samuel Umtiti (Frankreich) | | Belgien | Aufstellung Frankreich gegen Belgien |
| 1. Halbfinale                                                                              | | |         |                                      |
| 10. Juli 2018 um 21:00 Uhr (20:00 Uhr MESZ) in Sankt Petersburg (Sankt-Petersburg-Stadion) | | |         |                                      |
| Zuschauer: 64.286                                                                          | | |         |                                      |
| Schiedsrichter: Andrés Cunha ( Uruguay) 13                                                 | | |         |                                      |
| Spielbericht                                                                               | | |         |                                      |

### Kroatien – England 2:1 n.V. (1:1, 0:1)
| Kroatien                                                                         | Kroatien | England | England | Aufstellung                        |
| -------------------------------------------------------------------------------- | --- | --- | ------- | ---------------------------------- |
| Kroatien                                                                         | \| 2. Halbfinale \| \| 11. Juli 2018 um 21:00 Uhr (20:00 Uhr MESZ) in Moskau (Olympiastadion Luschniki) \| \| Zuschauer: 78.011 \| \| Schiedsrichter: Cüneyt Çakır ( Türkei) 14 \| \| Spielbericht \|                                                                               | \| 2. Halbfinale \| \| 11. Juli 2018 um 21:00 Uhr (20:00 Uhr MESZ) in Moskau (Olympiastadion Luschniki) \| \| Zuschauer: 78.011 \| \| Schiedsrichter: Cüneyt Çakır ( Türkei) 14 \| \| Spielbericht \|                                                                       | England | Aufstellung Kroatien gegen England |
| Kroatien                                                                         | Danijel Subašić – Šime Vrsaljko, Dejan Lovren, Domagoj Vida, Ivan Strinić (95. Josip Pivarić) – Ivan Rakitić, Marcelo Brozović – Ante Rebić (101. Andrej Kramarić), Luka Modrić (119. Milan Badelj), Ivan Perišić – Mario Mandžukić (115. Vedran Ćorluka) Cheftrainer: Zlatko Dalić | Jordan Pickford – Kyle Walker (112. Jamie Vardy), John Stones, Harry Maguire – Kieran Trippier, Dele Alli, Jordan Henderson (97. Eric Dier), Jesse Lingard, Ashley Young (91. Danny Rose) – Raheem Sterling (74. Marcus Rashford), Harry Kane Cheftrainer: Gareth Southgate | England | Aufstellung Kroatien gegen England |
| Kroatien                                                                         | 1:1 Perišić (68.) 2:1 Mandžukić (109.) | 0:1 Trippier (5.) | England | Aufstellung Kroatien gegen England |
| Kroatien                                                                         | Mandžukić (48.), Rebić (96.) | Walker (54.) | England | Aufstellung Kroatien gegen England |
| Kroatien                                                                         | Spieler des Spiels: Ivan Perišić (Kroatien) | | England | Aufstellung Kroatien gegen England |
| 2. Halbfinale                                                                    | | |         |                                    |
| 11. Juli 2018 um 21:00 Uhr (20:00 Uhr MESZ) in Moskau (Olympiastadion Luschniki) | | |         |                                    |
| Zuschauer: 78.011                                                                | | |         |                                    |
| Schiedsrichter: Cüneyt Çakır ( Türkei) 14                                        | | |         |                                    |
| Spielbericht                                                                     | | |         |                                    |

## Spiel um Platz 3

### Belgien – England 2:0 (1:0)
| Belgien                                                                                    | Belgien | England | England | Aufstellung                       |
| ------------------------------------------------------------------------------------------ | --- | --- | ------- | --------------------------------- |
| Belgien                                                                                    | \| Spiel um Platz 3 \| \| 14. Juli 2018 um 17:00 Uhr (16:00 Uhr MESZ) in Sankt Petersburg (Sankt-Petersburg-Stadion) \| \| Zuschauer: 64.406 \| \| Schiedsrichter: Alireza Faghani ( Iran) 15 \| \| Spielbericht \|                                                                      | \| Spiel um Platz 3 \| \| 14. Juli 2018 um 17:00 Uhr (16:00 Uhr MESZ) in Sankt Petersburg (Sankt-Petersburg-Stadion) \| \| Zuschauer: 64.406 \| \| Schiedsrichter: Alireza Faghani ( Iran) 15 \| \| Spielbericht \|                                       | England | Aufstellung Belgien gegen England |
| Belgien                                                                                    | Thibaut Courtois – Toby Alderweireld, Vincent Kompany, Jan Vertonghen – Thomas Meunier, Youri Tielemans (78. Mousa Dembélé), Axel Witsel, Nacer Chadli (39. Thomas Vermaelen) – Kevin De Bruyne, Romelu Lukaku (60. Dries Mertens), Eden Hazard Cheftrainer: Roberto Martínez ( Spanien) | Jordan Pickford – Phil Jones, John Stones, Harry Maguire – Kieran Trippier, Ruben Loftus-Cheek (84. Dele Alli), Eric Dier, Fabian Delph, Danny Rose (46. Jesse Lingard) – Raheem Sterling (46. Marcus Rashford), Harry Kane Cheftrainer: Gareth Southgate | England | Aufstellung Belgien gegen England |
| Belgien                                                                                    | 1:0 Meunier (4.) 2:0 Hazard (82.) | | England | Aufstellung Belgien gegen England |
| Belgien                                                                                    | Witsel (90.+3′) | Stones (52.), Maguire (78.) | England | Aufstellung Belgien gegen England |
| Belgien                                                                                    | Spieler des Spiels: Eden Hazard (Belgien) | | England | Aufstellung Belgien gegen England |
| Spiel um Platz 3                                                                           | | |         |                                   |
| 14. Juli 2018 um 17:00 Uhr (16:00 Uhr MESZ) in Sankt Petersburg (Sankt-Petersburg-Stadion) | | |         |                                   |
| Zuschauer: 64.406                                                                          | | |         |                                   |
| Schiedsrichter: Alireza Faghani ( Iran) 15                                                 | | |         |                                   |
| Spielbericht                                                                               | | |         |                                   |

## Finale

### Frankreich – Kroatien 4:2 (2:1)
| Frankreich                                                                       | Frankreich | Kroatien | Kroatien | Aufstellung                           |
| -------------------------------------------------------------------------------- | --- | --- | -------- | ------------------------------------- |
| Frankreich                                                                       | \| Finale \| \| 15. Juli 2018 um 18:00 Uhr (17:00 Uhr MESZ) in Moskau (Olympiastadion Luschniki) \| \| Zuschauer: 78.011 \| \| Schiedsrichter: Néstor Pitana ( Argentinien) 16 \| \| Spielbericht \|                                                                    | \| Finale \| \| 15. Juli 2018 um 18:00 Uhr (17:00 Uhr MESZ) in Moskau (Olympiastadion Luschniki) \| \| Zuschauer: 78.011 \| \| Schiedsrichter: Néstor Pitana ( Argentinien) 16 \| \| Spielbericht \|                                    | Kroatien | Aufstellung Frankreich gegen Kroatien |
| Frankreich                                                                       | Hugo Lloris – Benjamin Pavard, Raphaël Varane, Samuel Umtiti, Lucas Hernández – Paul Pogba, N’Golo Kanté (55. Steven Nzonzi) – Kylian Mbappé, Antoine Griezmann, Blaise Matuidi (73. Corentin Tolisso) – Olivier Giroud (81. Nabil Fekir) Cheftrainer: Didier Deschamps | Danijel Subašić – Šime Vrsaljko, Dejan Lovren, Domagoj Vida, Ivan Strinić (82. Marko Pjaca) – Ivan Rakitić, Marcelo Brozović – Ante Rebić (71. Andrej Kramarić), Luka Modrić , Ivan Perišić – Mario Mandžukić Cheftrainer: Zlatko Dalić | Kroatien | Aufstellung Frankreich gegen Kroatien |
| Frankreich                                                                       | 1:0 Mandžukić (18., Eigentor) 2:1 Griezmann (38., Handelfmeter) 3:1 Pogba (59.) 4:1 Mbappé (65.) | 1:1 Perišić (28.) 4:2 Mandžukić (69.) | Kroatien | Aufstellung Frankreich gegen Kroatien |
| Frankreich                                                                       | Kanté (27.), Hernández (41.) | Vrsaljko (90.+2′) | Kroatien | Aufstellung Frankreich gegen Kroatien |
| Frankreich                                                                       | Spieler des Spiels: Antoine Griezmann (Frankreich) | | Kroatien | Aufstellung Frankreich gegen Kroatien |
| Finale                                                                           | | |          |                                       |
| 15. Juli 2018 um 18:00 Uhr (17:00 Uhr MESZ) in Moskau (Olympiastadion Luschniki) | | |          |                                       |
| Zuschauer: 78.011                                                                | | |          |                                       |
| Schiedsrichter: Néstor Pitana ( Argentinien) 16                                  | | |          |                                       |
| Spielbericht                                                                     | | |          |                                       |